# Hisao Suzuki
Hisao Suzuki (Yamagata, 1957) és un fotògraf japonès d'arquitectura establert a Catalunya.
Va estudiar fotografia al Tokyo College of Photography i va començar la seva trajectòria al costat del fotògraf Tahru Minowa. Conèixer les obres d'Antoni Gaudí en una exposició del fotògraf Eikoh Hosoe, a finals de la dècada del 1970, el va marcar profundament. Uns anys més tard, a finals de la dècada del 1980, va viatjar a Barcelona per veure-les i es va quedar a viure en una ciutat en transformació que estava preparant els Jocs Olímpics del 1992. La seva primera feina a Barcelona com a fotògraf d'arquitectura va ser documentar la construcció del Palau Sant Jordi, un encàrrec de l'arquitecte Arata Isozaki.
Ha fotografiat edificis emblemàtics d'arreu del món. Des del 1993 i durant uns anys va ser el principal fotògraf de la revista d'arquitectura El Croquis. El 2021 va fer una donació de 46.000 imatges, un dels grans arxius mundials de fotografia d'arquitectura, a la fundació RCR Bunka dels arquitectes RCR d'Olot. Les imatges més antigues són del 1987. Aquesta donació es va fer pública el 2022. Va rebre la Creu de Sant Jordi el 2022.

## Exposicions rellevants
- Les ombres i la llum - 2022 al Museu de la Garrotxa